# 부츠 (기업)
부츠(Boots)는 영국에서 가장 큰 H&B 스토어(Health & Beauty store)이다. 영국 전역에 약 2,336여개의 매장이 위치하고 있다. 대한민국에서는 2017년에 도입했다가, 2020년 철수했다.